# ケベック・フランス語
ケベック・フランス語（ケベック・フランスご、仏: français québécois フランス語発音: [fʁɑ̃sɛ kebekwa]）は、主にカナダのケベック州で使用されるフランス語のこと。単にケベック語、ケベコワ（仏: Québécois）とも呼ばれる。

## 特徴
- フランス本国のフランス語に比べて英語からの借用語が少く、また文法・語形・発音にも多少の差がある。[1]
- フランスからケベックへの初期の移民はノルマンディーなどからの地方出身者が多く、フランス革命当時のフランス語の語形や発音が残っているため、フランス本国人は古い田舎のフランス語と感じる人もいる。もちろんフランス本国のフランス語も理解する。
- ケベック・フランス語は英語からの借用語が多いが、逆の場合もある。フランス本国のフランス語では英語の借用語の単語だが、ケベック・フランス語ではフランス語化されているものもある。
  - 例：bowling（本国のフランス語）→ quilles（ケベック・フランス語）, week-end（本国のフランス語）→ fin de semaine（ケベック・フランス語）, puzzle（本国のフランス語）→ casse-tête（ケベック・フランス語）
- カトリック教会用語由来の卑語が非常に多用する[要説明][2]。

## 準拠
ケベック・フランス語の綴りなどには、フランスのロベール社（Dictionnaires Le Robert）発行の『現代ケベック・フランス語辞書』（Dictionnaire québécois d'aujourd'hui、1992/93年）などが利用されている。

## 発音
- [t] と [d] は母音 [i] と [y] の前で破擦音化され、それぞれ [t͡s] と [d͡z] となる。
- フランスでは失われつつある [ɛ̃] と [œ̃] の区別が存在する。
- 鼻母音 [ɛ̃] は [ẽ] に近い音となり、[ɑ̃] は [ã] に近い音となる。
- フランスでは失われつつあるいわゆる暗いア [a] と明るいア [ɑ] の区別が残っている。
- 文や語の最後に来る [a] は [ɔ] に近くなる。例：pas [pɔ], avocat [avɔkɔ]
- くだけた会話では [wa] が [we] に近く発音される。例：moi [mwe]
- r の発音はしばしば歯茎はじき音 [ɾ]（スペイン語やイタリア語の r, 日本語のら行に近い）となる。
- 一部の単語は最後の子音も発音されることがある。例：lit [lɪt], tout [tʊt], pot [pɔt]
- いわゆる「有音の h」が実際に発音されることがある。例：hache [haʃ]
- r の直前の [ɛ] は [a] と発音される。例：personne [paʁsɔn], merci [maʁsi], fermer [faʁme]
- â や ê の一部が二重母音化される。例：pâte [pɑɔ̯t], fête [faɛ̯t]
- 連続した子音の脱落傾向。例：peut-être [pœtaɛ̯t], piastre [pjas], possible [pɔsɪb]

## 文法
- 接尾辞 -tu で疑問を表す。例：C'est-tu loin, ça ?（遠いかな？）
- 関係代名詞で que の多用。例：Le document que j'ai besoin.（標準フランス語：Le document dont j'ai besoin.）
- 反語の多用。例：C'est pas chaud !（熱くない！）

## 単語
- 自動車 char（仏国のフランス語：voiture, auto）
- （車や電車から）降りる débarquer（仏国のフランス語：descendre）
- （車や電車に）乗る embarquer（仏国のフランス語：monter）
- コンビニエンスストア dépanneur（仏国のフランス語：supérette）
- 運がある、ツイている être chancheux（仏国のフランス語：avoir de la chance）
- 雨が降る mouiller（仏国のフランス語：pleuvoir）
- ゴキブリ coquerelle（仏国のフランス語：blatte, cafard）
- 中古品 usagé（仏国のフランス語：d'occasion）
- バケツ chaudière（仏国のフランス語：seau）
- 靴下 bas（仏国のフランス語：chaussette）
- どういたしまして bienvenue（仏国のフランス語：il n'y a pas de quoi, de rien）
- 朝食 déjeuner（仏国のフランス語：petit déjeuner）
- 昼食 dîner（仏国のフランス語：déjeuner）
- 夕食 souper（仏国のフランス語：dîner）
- フレンチトースト pain doré（標準フランス語：pain perdu）
- 弁当 boîte-repas（仏国のフランス語：panier-repas）
- 飲み物 breuvage（仏国のフランス語：boisson）
- お勘定 facture（仏国のフランス語：addition）
- 買い物をする magasiner（仏国のフランス語：faire des courses, faire des achats）
- 物を落とす échapper（仏国のフランス語：laisser tomber）
- 鍵をかける barrer（仏国のフランス語：fermer à clef）